# Sandy Woodward
John Forster «Sandy» Woodward (Penzance, 1 de mayo de 1932 – 4 de agosto de 2013) fue un almirante británico que se unió a la Royal Navy en 1946 a los 13 años de edad. Su primer buque fue el submarino cazador perteneciente a la clase Valiant, el Warspite, en 1969. En 1978 fue designado jefe de planificación marítima en el Ministerio de Defensa del Reino Unido.
Woodward fue promovido al puesto de almirante real y en 1981 apuntado como Oficial de la Bandera Primera Flotilla. En 1982 lideró el grupo de tareas en el Atlántico Sur en la guerra de las Malvinas bajo las órdenes del comandante en jefe Lord Fieldhouse. Por sus esfuerzos durante la guerra fue condecorado por la reina como Sir.
Su libro One Hundred days (100 días), coescrito con Patrick Robinson, describe su experiencia en Malvinas, y es posiblemente el testimonio más sincero de las presiones del alto mando en tiempos de guerra y el impacto en el comandante individual.
En 1983 Woodward fue designado oficial de la bandera de los submarinos y comandante OTAN de los submarinos del Atlántico del Este. En 1984 fue promovido al cargo de vicealmirante y en 1985 fue diputado jefe del gabinete de defensa.
Antes de su retiro en 1989 sirvió también como comandante-en-jefe naval del Comando de la Casa y abanderado como Socorro de Campo a la reina.

## Libros
Woodward, Sandy (1992). One Hundred Days: Memoirs of the Falklands Battle Group Commander. HarperCollins. ISBN 0002157233
Woodward, Sandy (1992). One Hundred Days: Memoirs of the Falklands Battle Group Commander. HarperCollins. ISBN 0002157233